# Rocca delle Caminate
Die Rocca delle Caminate ist eine mittelalterliche Höhenburg in 366 m s.l.m. in Meldola in der italienischen Region Emilia-Romagna, etwa 4 km entfernt von Predappio und etwa 16 km entfernt von Forlì. Die restaurierte Burg war in den 1930er-Jahren die Sommerresidenz von Benito Mussolini.

## Geschichte
Vermutlich wurde die Burg auf den Resten eines römischen Forts errichtet. Erstmalig urkundlich erwähnt wird das Castrum Caminate, auch Caminatari oder Montis Tetti genannt, im Jahre 997 unter der Herrschaft von Ambrone delle Caminate. 1120 war sie in Besitz der Belmontis, die, als sie gegen die kaiserliche Herrschaft rebellierten, fliehen mussten, als Kaiser Konrad II. die Burg zerstören ließ. Im Folgejahr wurde sie zwar von Guglielmo Belmonti wieder aufgebaut, aber 1212 von den Bürgern von Forlì erneut eingenommen und zerstört. Im Jahr danach bauten sie ebendiese Forlivesen wieder auf. Rinaldo Belmondi gelang es, von einer günstigen Situation zu profitieren sie 1235 zurückzuerobern.
Einen derartigen Übergriff konnte eine folgende Generation von Forlivesen nicht tolerieren, was zur Einnahme und erneuten Zerstörung der Burg mithilfe aus Faenza führte. Abermals wurde sie 1248 neu aufgebaut und 1380 Sinibaldo Ordelaffi zu Lehen gegeben, der die Befestigungen verbessern ließ. So schaffte es dieser, dem von Giovanni Ordelaffi geführten Angriff zu widerstehen, der das Ziel hatte, seinen eigenen Bruder aus der Herrschaft von Forlì zu verdrängen.
Wieder in Besitz der Belmontis wurde die Rocca delle Caminate 1395 von Francesco Ordelaffi belagert, dem es gelang, sie zu erobern. 1407 war die Stadt Forlì Eigentümerin, die sie wegen den Malatestas verlor, und von diesen fiel sie zurück an die Belmontis; Belmonte Belmonti gab sie erneut an die Malatestas, die sie 1417 Carlo di Montealboddo überließen.
1424 gelang es Angelo della Pergola, die Burg auf Befehl der Viscontis zu besetzen, aber nur für eine kurze Zeit, weil die Quellen angeben, dass die Festung bereits 1433 im Eigentum von Antonio Ordelaffi gewesen sei. 1435 verloren die Ordelaffis die Burg erneut durch Angelo della Pergola im direkten Auftrag des Heiligen Stuhls. Der Kirchenstaat entschied sich, die Rocca delle Caminate an die Belmontis zu geben, die sie aber nach kurzer Zeit wieder an die Bürger von Forlì verloren. Diese wiederum verloren sie ihrerseits 1438 durch Roberto Malatesta. 1441 fiel sie an Domenico Malatesta und 1468 an Pino III. Ordelaffi, der sie bis auf die Grundmauern zerstörte. 1494 gelangte die Ruine unter französische Herrschaft und man beschloss, die Burg wieder aufzubauen; die Bürger von Forlì behielten sie bis 1503, als sie von den Venezianern erobert wurde.
Die venezianische Herrschaft wurde von keiner der Parteien, die um den Besitz der Burg kämpften, freiwillig akzeptiert und 1508 fiel sie definitiv unter die Herrschaft des Heiligen Stuhls, der sie an die Grafen Pio di Carpi verlehnte. Ende des 16. Jahrhunderts war die Burg in Besitz der Aldobrandinis und der Pamphiljs; Ende des 19. Jahrhunderts war sie an die Familie Baccarini aus Forlì verlehnt. Die Burg war aufgegeben und wurde schließlich durch das Erdbeben von 1870 beschädigt, sodass nur noch einige Bastionen und Ruinen standen.
Zwischen 1924 und 1927 wurde die Rocca delle Caminate vollständig im neumittelalterlichen Stil wiederhergestellt, wobei die Finanzierung durch ein Prestito littorio (dt.: „Liktoren“-Darlehen) gesichert wurde, eine Sammlung unter den Bewohnern der Romagna, deren Ergebnis später Benito Mussolini geschenkt wurde, der dann die Burg zu seiner Sommerresidenz erwählte. Auf dem wiederaufgebauten Turm wurde ein Scheinwerfer installiert, der ein dreifarbiges Lichtbündel mit einer Stärke von 8000 Candela ausstrahlte, das man noch in 60 km Entfernung sehen konnte, um die Anwesenheit des Duce auf der Burg anzuzeigen.
Am 28. September 1943 wurde auf der Rocca delle Caminate und Vorsitz von Mussolini der erste Ministerrat der sogenannten Italienischen Sozialrepublik abgehalten, um die Verantwortlichen der neuen republikanisch-faschistischen Regierung zu ernennen. In dieser Zeit fanden in der benachbarten Kaserne, in der die Wachsoldaten untergebracht waren, Folterungen von Partisanen statt, darunter von Antonio Carini (genannt „Orsi“), der am 13. März 1944 in der Nähe der Burg ermordet wurde.
Bis 1962 war Rachele Mussolini, die Witwe Benito Mussolinis, Eigentümerin der Burg, die sie 1932 von ihrem Gatten gekauft hatte; sie verkaufte sie an das Opera Nazionale Maternità e Infanzia (eine Organisation zur Unterstützung von Müttern und Kindern in Schwierigkeiten), die aber keine geeignete Nutzung für die Immobilie fand und sie daher ihrerseits zum Verkauf anbot. So kaufte sie 1971 die Provinzverwaltung von Forlì für 48 Mio. Lit., die sich dazu nicht nur durch den Willen, ein Gut von historischem Interesse zu schützen, veranlasst sah, sondern auch durch die Notwendigkeit, dafür zu sorgen, dass mit ihrem symbolischen Wert kein Schindluder getrieben würde.
Bis 1982 wurden keinerlei Restaurierungen durchgeführt. Erst in späteren Jahren machte man sich Gedanken über eine mögliche Nutzung und teilweise Sicherungsmaßnahmen wurden eingeleitet, die vorher auch die Burgmauer betrafen. Die Debatte über die Nutzung der Burg endete erst nach 2007, als sich eine konkrete Perspektive eröffnete, mit einer Finanzierung durch die Europäische Union ein Forschungszentrum zu schaffen. Diese Finanzierung hat es zusammen mit einer Zuweisung der Provinz Forlì ermöglicht, eine qualifizierte Restaurierung fertigzustellen, die heute den gesamten Komplex wieder zugänglich machte.
Von der ursprünglichen Festung, die auf das 10. Jahrhundert zu datieren ist, sind nur das Fundament und einige Mauern übriggeblieben, wogegen von der Festung, die die Bewohner von Forlì Anfang des 16. Jahrhunderts wiederaufgebaut hatten, die Bastionen und einige Wehrgänge erhalten geblieben sind. Der Wiederaufbau in den 1920er-Jahren, der nach den damals üblichen Kriterien und Richtlinien durchgeführt wurde, hat die Struktur teilweise verzerrt, die auch nach den Schäden durch das Erdbeben erhalten geblieben war.
Nach dem Zweiten Weltkrieg wurde die Einrichtung aus der Burg entfernt; der Schreibtisch, der Mussolini gehörte, befindet sich heute im Büro des Bürgermeisters von Predappio.

Die Rocca delle Caminate im Laufe der Geschichte
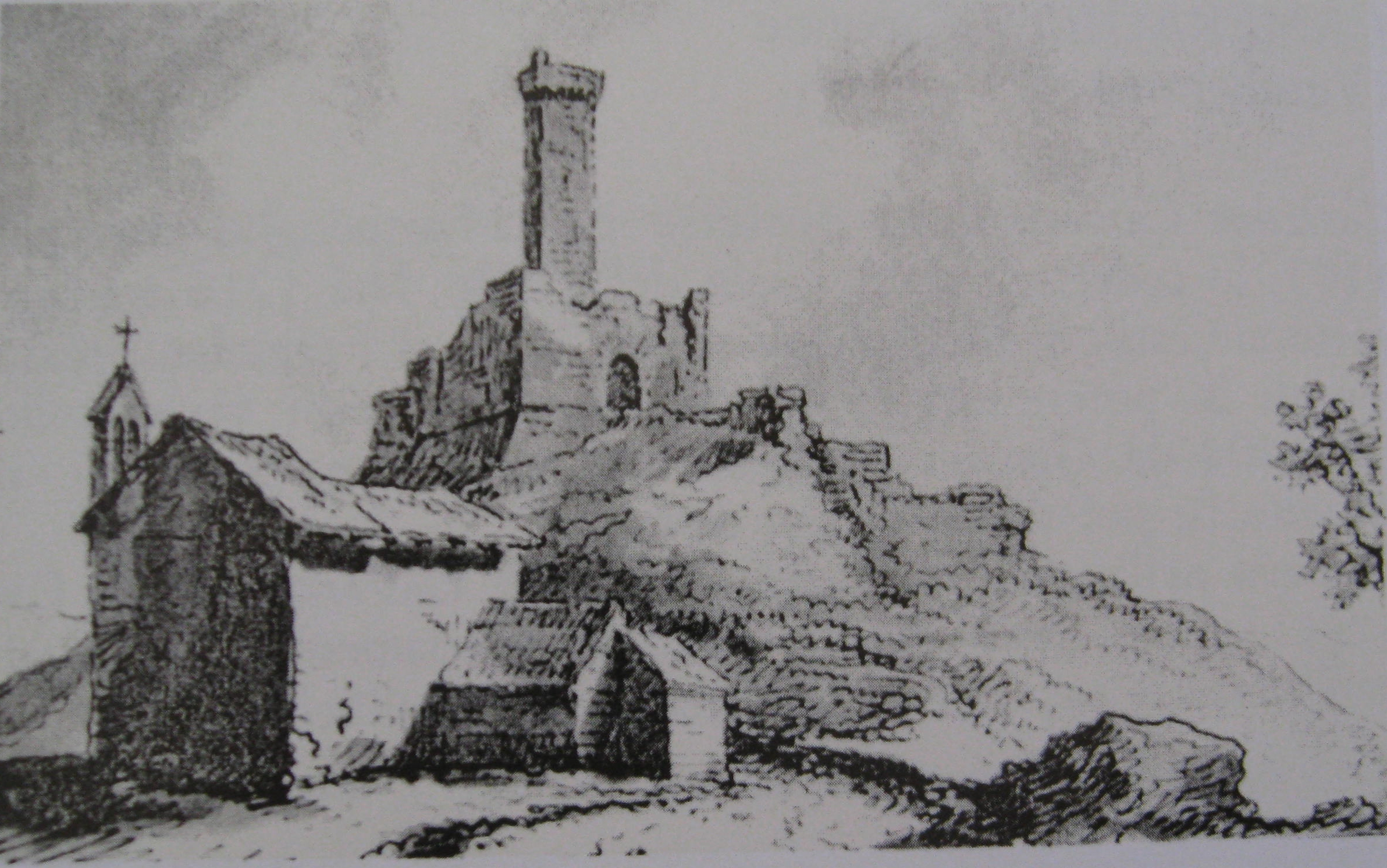
Mitte des 19. Jahrhunderts (von einem Gemälde von Romolo Liverani)
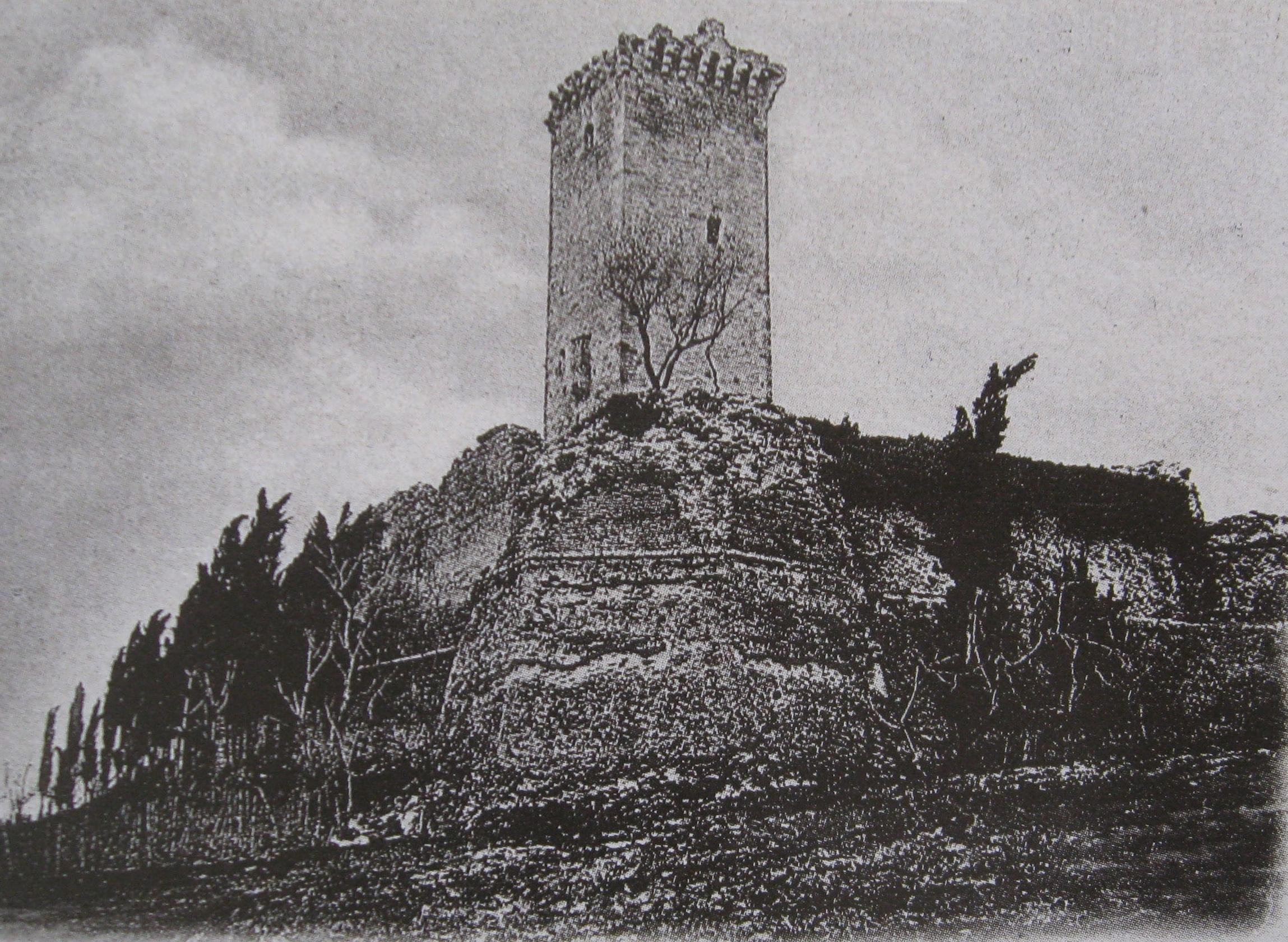
Ende des 19. Jahrhunderts
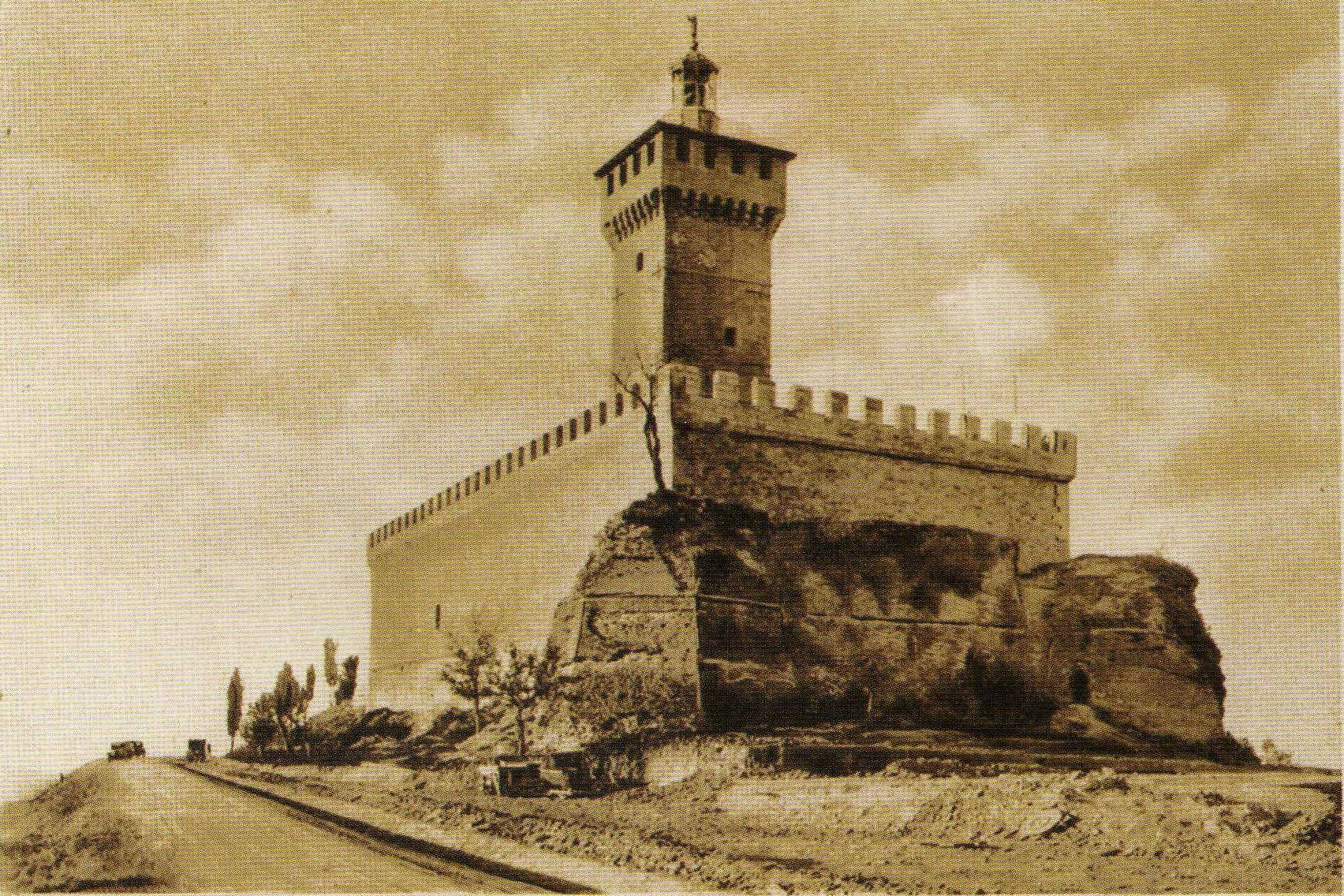
Nach dem Wiederaufbau in den 1920er-Jahren
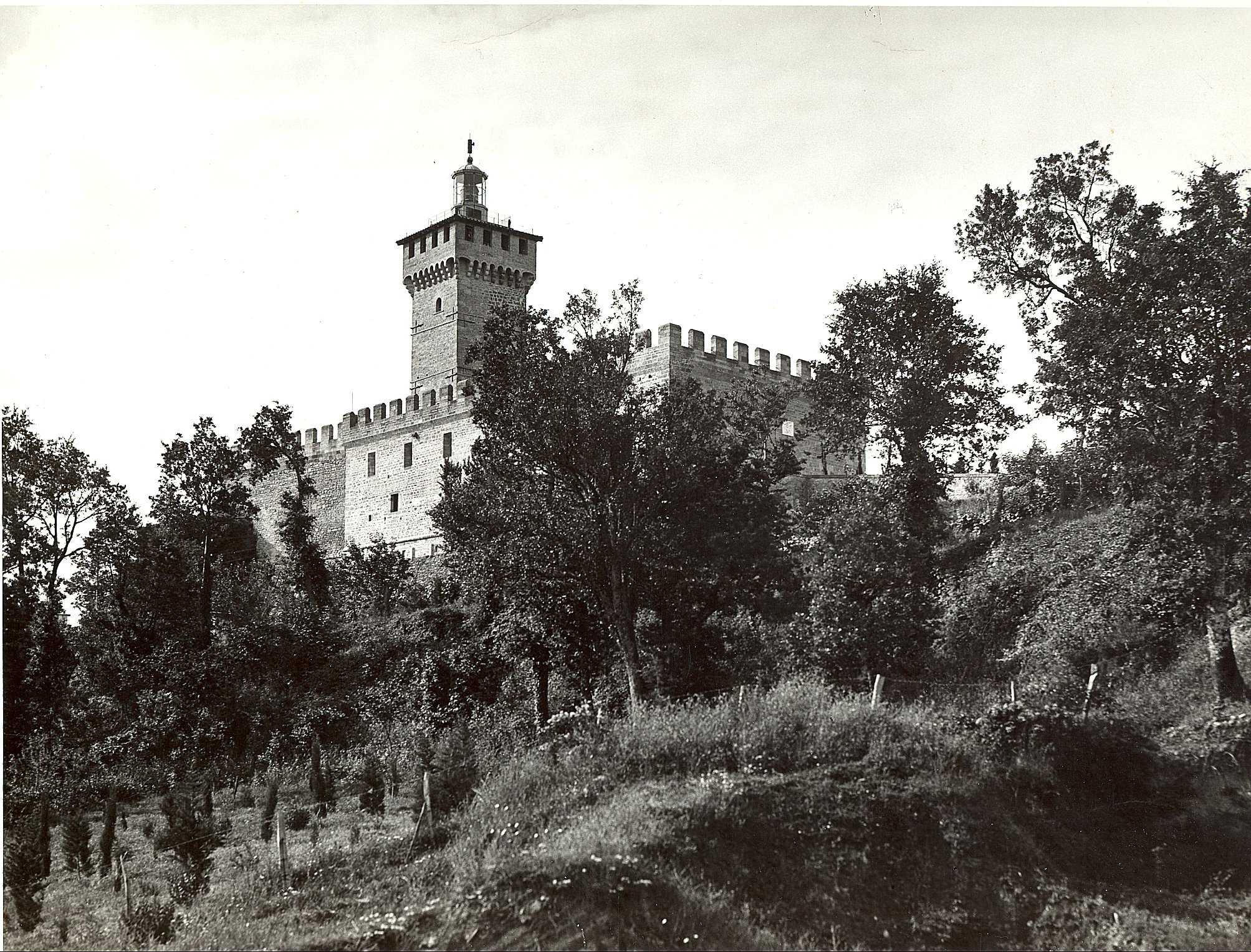
Im Jahre 1939 (Foto E. Zoli, Forlì)

## Namensursprung
Es gibt zwei Hypothesen über den Ursprung des Namens der Burg. Nach der ersten sollen die „Caminate“ die Wehrgänge gewesen sein, die auf den Mauern um die alte Festung verliefen; nach der zweiten dagegen soll der Name von der erhöhten Zahl der Kemenaten abgeleitet sein, die schon mit einem offenen Kamin ausgestattet und so also heizbar waren.

## Die Burg heute
Heute gehört die Burg der Provinz Forlì-Cesena. Dort finden jedes Jahr eine Erinnerungsveranstaltung an die Kämpfe zwischen den Familien Belmonti, Malatesta und Ordelaffi und ein Wettbewerb in mittelalterlichen Künsten statt (Bogenschießen, Falknerei, mittelalterliches Fechten). Darüber hinaus ist die Burg das Ziel des jährlichen Zeitfahrens für Automobile von Predappio aus, das zum Coppa Italia Montagna Nord zählt.
Nach einer vierjährigen Restaurierung, die 2016 abgeschlossen wurde, soll die Burg „ein Sitz für die universitäre Forschung und die Innovation der Unternehmen“ werden.